# واين كورتيس
واين كورتيس (بالإنجليزية: Wayne Curtis)‏ (6 مارس 1980 في المملكة المتحدة - ) هو لاعب كرة قدم بريطاني في مركز الهجوم. لعب مع كندل تاون ‏ ونادي بارو وفليتوود تاون ونادي موركامب وHolker Old Boys A.F.C. ‏.

## وصلات خارجية
- واين كورتيس على موقع قاعدة بيانات كرة القدم.إي يو (الإنجليزية)
- واين كورتيس على موقع Soccerbase.com (لاعب) (الإنجليزية)